# Galeicles kooymani
Galeicles kooymani är en insektsart som beskrevs av Popov, G.B. 1996. Galeicles kooymani ingår i släktet Galeicles och familjen Thericleidae. Inga underarter finns listade i Catalogue of Life.